# Der letzte Tempelritter
Der letzte Tempelritter (Originaltitel: Season of the Witch) ist ein US-amerikanischer Mystery-Abenteuerfilm des Regisseurs Dominic Sena aus dem Jahr 2011 mit Nicolas Cage und Ron Perlman in den Hauptrollen. In Deutschland erschien der Film im Verleih von Universum Film und Wild Bunch Germany. Er ist nicht zu verwechseln mit dem im alten China spielenden Film Outcast – Die letzten Tempelritter (2014), in dem Nicolas Cage ebenfalls die Rolle eines ehemaligen Kreuzritters spielt.

## Handlung
1344 spürt der Kreuzritter des Deutschen Ordens Behmen von Bleibruck Gewissensbisse, beim Angriff auf Smyrna auch Schuld am Tod von Frauen und Kindern zu tragen. Mit seinem Freund Felson kehrt er dem Heer den Rücken und in ein von der Pest heimgesuchtes Europa zurück. In Marburg an der Drau werden Behmen von Bleibruck und Felson als Deserteure identifiziert und zu Kardinal d’Ambroise gebracht. Der Kardinal, der ebenfalls an der Pest dahinsiecht, bietet ihnen ihre Freiheit, wenn sie ein junges Mädchen, das der Hexerei beschuldigt und für die Seuche verantwortlich gemacht wird, in ein entferntes Kloster bringen, wo über ihre Schuld befunden und ihr Fluch durch ein geheimnisvolles Ritual beendet werden soll. Behmen weigert sich zunächst, willigt dann aber ein, wenn die Beschuldigte ein gerechtes Verfahren erhält. Begleitet werden die Kreuzritter von dem Priester Debelzaq, der von der Schuld der Frau überzeugt ist, dem Ritter Johann Eckhart, der um seine an der Pest gestorbene Familie trauert, und dem Gauner Hagamar, der die Gruppe auf dem Weg zum Kloster führen soll. Etwas widerwillig nehmen die Kreuzritter auch Kay von Wollenbarth auf, einen jungen Messdiener des Kardinals, der sich als Ritter bewähren will.
Eines Nachts überwältigt das Mädchen, das in einem Käfigwagen transportiert wird, den wachehaltenden Debelzaq und entflieht in ein nahegelegenes Dorf, wohin die Gruppe sie verfolgt. Eckhart jagt jedoch Trugbildern seiner Tochter nach und läuft in der Dunkelheit in das Schwert Kays. Dieser macht sich Vorwürfe, doch Debelzaq sieht in der Gefangenen die Schuldige. Anschließend überqueren sie eine verfallene Hängebrücke, wobei das Mädchen übernatürliche Kräfte zeigt, als sie Kay mit einer Hand vor dem Absturz bewahrt. Danach geraten sie in den nebligen Wald Wormwood. Hier will Hagamar sich des Mädchens entledigen, wird jedoch von Behmen daran gehindert und anschließend von angreifenden Wölfen zerfleischt, die anscheinend von der Gefangenen herbeigerufen wurden. Darüber in Wut geraten, will nun Behmen selbst das Mädchen ebenfalls töten, doch Debelzaq und danach Felson treten ihm entgegen. Felson weist ihn darauf hin, dass das Kloster bereits in Sichtweite ist.
Das Kloster wurde jedoch ebenfalls von der Pest heimgesucht, sodass die Reisegruppe nur noch Leichen antrifft. Sie finden jedoch den Schlüssel Salomons, ein geheimnisvolles Buch voller Beschwörungsformeln zur Abwehr des Bösen, und Debelzaq beginnt das Ritual, um den Fluch zu beenden. Nun wird offenbart, dass das Mädchen von einem Dämon besessen ist, der sich in Gestalt des Mädchens als Hexe ausgegeben hat, um in das Kloster zu gelangen, die letzte Abschrift des Buches zu vernichten und danach ungehindert die Welt in Finsternis zu stürzen. Der Dämon lässt seinen Käfig schmelzen und verbirgt sich im Kloster, wo er die Leichname der Mönche wiederbelebt und gegen Behmen, Felson und den kurz vorher zum Ritter geschlagenen Kay kämpfen lässt. Der Dämon bricht Debelzaq, der laut das Beschwörungsritual gegen Dämonen liest, das Genick und verbrennt Felson zu Asche. Behmen fixiert die Flügel des Dämons mit zwei Messern an eine Wand und kann weitere tödliche Angriffe verhindern, nicht aber, dass dieser mit seinen Flügelkrallen in seinen Körper sticht. Kay liest das Ritual zu Ende und der Dämon verglüht, Behmen jedoch stirbt an seinen Wunden. Kay und das vom Dämon befreite Mädchen Anna begraben ihre gefallenen Freunde und reiten mit dem Buch davon. Anna will der Welt die Geschichte erzählen.

## Produktion und Veröffentlichung
Die Dreharbeiten fanden zum großen Teil in den österreichischen Alpen (im Bundesland Salzburg, im Bezirk Hallein, in Sankt Koloman, auf dem Loser in Altaussee, Steiermark) sowie in Kroatien statt. Die Burg Kreuzenstein, die im Film sowohl als Residenz des Kardinals als auch als Kulisse für Hof und Innenräume des Klosters dient, befindet sich in Leobendorf nahe Wien. Weitere Sets wurden in einem Studio in Ungarn aufgebaut.
Premiere des Films war am 4. Januar 2011 in den Vereinigten Staaten, in Deutschland lief er ab dem 24. März 2011 in den Kinos.

## Kritiken
Der letzte Tempelritter bekam überwiegend negative Kritiken. Nach Angaben der Filmwebseite Rotten Tomatoes beurteilten lediglich 8 % der Filmkritiker den Film positiv, basierend auf 106 Reviews.

„Der letzte Tempelritter ist ein Horrorfilm, der nicht gruselig ist, ein Actionfilm, dessen Effekte nach frühem Computerspiel aussehen, und nicht zuletzt ein Geschichtsfilm, der so konsequent auf Geschichte verzichtet, dass man ihm nicht mal die Klitterung derselben vorwerfen kann.“

„[Es gelingt] Sena zwar, die unwirtliche Atmosphäre der Zeit stimmungsvoll einzufangen, für das damalige Leben scheint er dagegen kein richtiges Gefühl entwickelt zu haben: Anstatt die Hexenverfolgungen […] als Resultat eines macht-politischen Kalküls und religiösen Wahns zu begreifen, setzt er lieber auf einen übernatürlichen, mäßig animierten Budenzauber. Die wirklich spannende Frage, ob die von den Rittern eskortierte Frau wirklich eine Hexe ist oder nicht, wird im Eiltempo aufgelöst. Und dient letztendlich nur als Vorspiel für ein Fantasyfinale auf B-Movie-Niveau. Fazit: Atmosphärischer Abenteuerstreifen, der das komplexe Thema der Hexenverfolgung mit Horrorfilmklischees konterkariert.“

„Das alles wäre leichter zu verzeihen gewesen, wenn Dominic Sena den Film als das inszeniert hätte, was er ist: letztlich harmloser, wenig origineller, aber stellenweise brachialer Trash ohne tieferen Sinn oder große Ambitionen. Dass ‚Der letzte Tempelritter‘ stattdessen aber als ernsthaftes Fantasy-Abenteuer daherkommt, klingt vielleicht im ersten Moment spannend, sorgt im Endeffekt aber lediglich für unfreiwillige Komik.“

## Auszeichnungen
Nicolas Cage wurde 2012 für diese Rolle und seine Leistungen in Trespass und Drive Angry für die Goldene Himbeere als schlechtester Schauspieler nominiert.

## Synchronisation
Die Synchronisation wurde von der Firma RC Production durchgeführt.
| Darsteller             | Synchronstimme  | Rolle               |
| ---------------------- | --------------- | ------------------- |
| Nicolas Cage           | Martin Keßler   | Behmen              |
| Ron Perlman            | Tilo Schmitz    | Felson              |
| Christopher Lee        | Otto Mellies    | Kardinal D’Ambroise |
| Ulrich Thomsen         | Frank Röth      | Eckhart             |
| Claire Foy             | Sarah Riedel    | Das Mädchen / Anna  |
| Stephen Campbell Moore | Alexander Brem  | Debelzaq            |
| Brian F. O’Byrne       | Erich Räuker    | Großmeister         |
| Stephen Graham         | Oliver Mink     | Hagamar             |
| Robert Sheehan         | Robin Kahnmeyer | Kay                 |
|                        | Maria Koschny   | blonde Hexe         |
|                        | Tobias Kluckert | Dämon               |